# Thomas Hartman
Jan Thomas Hartman, född 31 oktober 1968 i Salems församling, Stockholms län, är en svensk socialdemokratisk politiker och debattör.
Hartman arbetar som chef för enheten kommunikation och externa relationer vid Region Västerbotten och föreläser om media och kommunikation. Tidigare har han arbetat som pressekreterare åt migrationsminister Barbro Holmberg vid utrikesdepartemaentet i Regeringskansliet, som regionchef för Stiftelsen Sverige i Europa och som marknadsförare. Hartman är ordförande för den svenska delegationen i den europeiska lobbyorganisationen AER och ingår i dess bureau.
Hartman har varit krönikör i NSD, Folkbladet Västerbotten och Västerbottens-Kuriren. Tillsammans med sin tidigare hustru Anna Sjödin skrev han boken Vem bryr sig? En bok om Sverige utgiven i mars 2010. Hartman ingår i juryn för Dagens Opinions och Reform Acts kommunikationsutmärkelse Årets Opinionsbildare.

## Politisk karriär
År 2004 lämnade Hartman flera politiska uppdrag i Umeå kommun efter att ha kritiserats för att på kommunens bekostnad köpt in datautrustning till ett värde av nästan 80 000 kronor," kostsamma flygresor samt en mobiltelefon för nästan 10 000 kronor. Utrustningen skulle användas i Hartmans uppdrag i ett kommunalt bolag, vilket omfattade fyra timmar per vecka. Hartman var ordförande för föreningen Bildningsgruppen i Västerbotten som fick alla sina representationsavdrag underkända av skatteverket.
I samhällsdebatten har Hartman engagerat sig i frågor om massmedias makt, integritetsfrågor, socialpolitik och internet/sociala media. Hartman har försvarat politiska motståndare i mediadrev däribland Sofia Arkelsten när hon anklagades för mutor från Shell. . Han försvarade The Pirate Bays kontroversiella publicering av obduktionsbilder på barn från förundersökningsprotokollet i Arbogamålet.
Inför den socialdemokratiska kongressen 2010 var Hartman en av skribenterna av en motion som ville begränsa socialdemokraternas integritetskränkande politik efter debatten om FRA-lagen.